# 미엘뷔 AIF
미엘뷔 AIF(Mjällby AIF)는 1939년에 창단된 스웨덴 미엘뷔의 축구 클럽이다.
이 팀은 2009 수페레탄에서 우승을 차지, 알스벤스칸으로 승격되었다.

## 선수 명단

### 현역
참고: FIFA 자격 규정에 따라 소속된 국가대표팀 국기를 표시합니다. 선수는 복수의 FIFA 비회원국 국적을 가지고 있을 수 있습니다.
| 번호 | 포지션 | 국적 | 이름                   |
| ---- | ------ | ---- | ---------------------- |
| 13   | DF     |      | 제이콥 킬러리치 라스크 |

| 번호 | 포지션 | 국적   | 이름          |
| ---- | ------ | ------ | ------------- |
| 19   | FW     | 감비아 | 압둘리에 마네 |